# Cyber Idol Mink
Cyber Idol Mink (電脳少女☆Mink, Dennō Shōjo Mink) est une série de shōjo manga de Megumi Tachikawa édité par Kōdansha publié du 6 mars 2000 jusqu'au 4 octobre 2002. Elle compte six volumes.
Elle est publiée en France aux éditions Soleil Manga depuis 2003.

## Synopsis
Minku est une jeune fille de 14 ans passionnée par les idoles et qui rêve d'en devenir une pour être auprès de son idole favori, Illiya. Mais un jour, grâce à un étrange logiciel venu du futur : Wanna-Be (2099), elle se transforme en une superbe fille appelée Mink, elle fait ses débuts en tant qu'idole en compagnie de Motoharu son manager personnel. C'est le début de la plus onirique des aventures digitales.

## Principaux
Minku Shiraishi : C'est le personnage principal de l'histoire, elle a des cheveux longs et raides en plus de deux petites nattes. C'est une jeune fille ordinaire et assez timide qui adore les stars. Elle rougit assez souvent quand on la flatte et souhaite aider les autres, même si elle est assez maladroite et dans la lune. Particularité, elle n'aime pas le poisson et n'est pas douée en informatique. Au début, elle est amoureuse de Illiya, un bel idole viril de 18 ans. Par la suite, elle tombera amoureuse de Motoharu. Ses amies sont Mahoko Toriumi et Kanoka Moriyama.
Mink : La version transformée de Minku. Elle a deux couettes avec des sortes de chignons et des cheveux ondulés. Mink est plus jolie que Minku. La formule pour se transformer est "Wanna-Be, Stand-By, Set-Up !" Elle travaille dans l'agence "Bird Music" où Motoharu est son manager personnel. Elle fait des pubs, des séries, des reportages mais chante aussi (son producteur étant Illiya). Elle tient énormément compte de ce que dit Motoharu, de plus elle appelle son manager "senpai" (désigne une personne plus âgée étant dans la même école). Minku est plus gaie dans la peau de Mink.
Motoharu Toriumi: Le manager personnel de Mink et est en 2e année du lycée. Il est le grand frère de Mahoko, une amie de Minku qui avec son père le surnomment "Mokkun" (ce qu'il déteste bien entendu). Motoharu fait un petit boulot de livreur de journaux. C'est un garçon plein de vie. Il tient l'agence "Bird Music" tout seul qui était en faillite avant que Mink arrive, son père, le directeur, étant parti. Il est persuadé que Mink est l'ange qui va exaucer ses rêves. Il connaît plein d'astuces. Motoharu est aussi gentil que responsable, il pense surtout aux autres avant lui. Il fait de son mieux pour rendre Mink souriante et en forme et fait tout pour la protéger des paparazzis ou des fans en furie. Cette protection ne cache-t-elle pas quelque chose ?
Mahoko Toriumi : Petite sœur de Motoharu et une amie de Minku. Son père et sa mère étant séparés, Mahoko vit avec sa mère et Motoharu avec son père. Elle est une ancienne groupie et tout comme Minku est très fan d'Illiya. Mahoko a un caractère tranché et est très dynamique et souriante. Elle tient beaucoup à son frère et lui apporte souvent des bentôs (paniers repas). C'est elle qui a acheté le CD venu du futur et passe son temps à embêter Minku.
Kanoka Moriyama : Une camarade de classe de Minku, elle est passionnée d'informatique (c'est elle qui a créé Mink avec son ordinateur et qui l'a dotée d'un tas de fonctions). Elle est très fraîche et directe et a un tempérament de grande sœur. Elle déteste le mot "error" et tolère aussi très mal les petites poseuses excessivement coquettes.

## Secondaires
Illiya : L'idole dont Minku est amoureuse au début. C'est un chanteur du groupe "Jagunna" mais joue aussi dans des feuilletons télévisés. Il devient le producteur de Mink lorsque celle-ci interpréta sa chanson "The moon in your eyes". Il tombera sous le charme de Mink.
Azumi Mizuhara : Une autre idole qu'admire Minku. Elle est très jolie par-contre elle déteste être à la deuxième place, de ce fait, méprise Mink car celle-ci la surpasse. Elle la considère comme une débutante. Elle est prête à tout pour être première même si elle doit utiliser l'influence de son père (son père dirige Teikoku TV) ou avoir recours à des méthodes sournoises. C'est la première personne qui s'aperçoit que Mink est amoureuse de Motoharu. Elle s'allie notamment avec Johnny Hotta, un journaliste paparazzi pour exclure Mink du monde du showbiz, et profite de la naïveté de Yuka pour éloigner Mink de son senpai adoré et ainsi lui faire du mal.
Johnny Hotta : Fameux journaliste paparazzi (Apparition dans le tome 2). Il fait tout pour piéger les vedettes, ce qu'il réussit à faire la plupart du temps où il s'acharne sur la star. On le surnomme notamment "Johnny le tueur" ce qui a le don de l'énerver. Une de ses cibles sera Mink, il la collera jusqu'à obtenir une photo scandale, ce qui attira les foudres de Motoharu voulant protéger son idole. Azumi demandera son aide pour se débarrasser de sa rivale (notre héroïne).
Yuka Akane : Une graine star qui débute aussi dans l'agence de Bird Music (Apparition dans le tome 3). C'est une fille à part entière. On pourrait presque la comparer à une princesse : elle est superbe, joue aux idoles et adore les histoires d'amour. Elle ne prend pas bien soin d'elle (se sent pas bien car elle a trop bu de boissons fraîches, se perd en allant à un endroit, ...). Yuka causera beaucoup de mal à Mink : elle essaie de réunir Illiya et Mink car Azumi lui a dit que ceux-ci étaient amoureux. Ce qui est faux bien entendu, Mink étant amoureuse de Motoharu.